# 1976 en Colombie-Britannique
Chronologie de la Colombie-Britannique
- 1972
- 1973
- 1974
- 1975
- 1976
- 1977
- 1978
- 1979
- 1980

Cette page concerne des événements qui se sont produits durant l'année 1976 dans la province canadienne de Colombie-Britannique.

## Politique
- Premier ministre : Bill Bennett
- Chef de l'Opposition : William Stewart King du Nouveau Parti démocratique de la Colombie-Britannique puis Dave Barrett[1] du Nouveau Parti démocratique de la Colombie-Britannique
- Lieutenant-gouverneur : Walter Stewart Owen
- Législature :

## Événements
- 27 septembre : CBUFT-DT, le canal 26 de Vancouver, entre en ondes à la télévision de Radio-Canada. Il est le premier, et le seul, canal télévisé régional francophone dans la province.

## Naissances

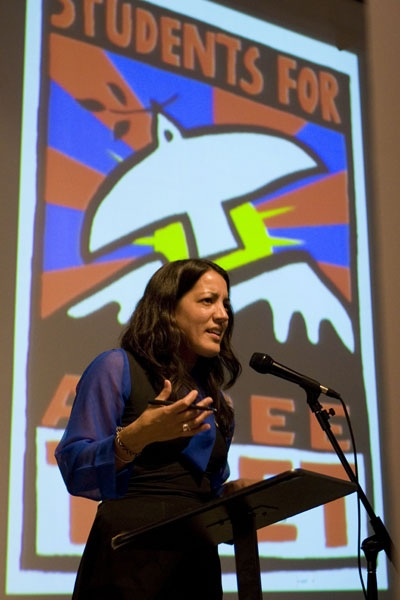
Lhadon Tethong

- Lhadon Tethong, née à Victoria[2] , canado-tibétaine, fondatrice et présidente d’Étudiants pour un Tibet libre, une association animée par 6 000 bénévoles et comprenant 50 000 sympathisants.

- 23 juin : Emmanuelle Vaugier, actrice.

- 12 août à Cranbrook : Brad Lukowich, joueur professionnel canadien de hockey sur glace. Il évoluait au poste de défenseur. Son père Bernie et son cousin Morris ont également été joueurs de hockey professionnels.